# Nymphon virgosa
Nymphon virgosa är en havsspindelart som beskrevs av Child, C.A. 1996. Nymphon virgosa ingår i släktet Nymphon och familjen Nymphonidae. Inga underarter finns listade i Catalogue of Life.